# Klein Engersen
Klein Engersen ist ein Ortsteil der Ortschaft Engersen und der Stadt Kalbe (Milde) im Altmarkkreis Salzwedel in Sachsen-Anhalt, Deutschland.

## Geographie
Klein Engersen, ein Dreieckplatzdorf mit Kirche, liegt vier Kilometer südwestlich von Kalbe (Milde) und 1½ Kilometer östlich von Engersen in der Altmark. Im Westen fließt der Neugraben und im Süden der Neue Neugraben. Der Heitberg südlich des Dorfes ist etwa 46 Meter hoch, der Pickelsberg im Norden hat eine Höhe von etwa 56 Metern.

## Geschichte

### Mittelalter bis Neuzeit
Im Jahre 1238 wurde Klein Engersen erstmals als Engerbu parvum iuxta Calve erwähnt. Graf Siegfried von Osterburg und Altenhausen gab in diesem Jahr beide Dörfer an Abt Gerhard von Werden und Helmstedt zurück. Weitere Nennungen sind 1473 Lutken engersbw, 1506 lutken engerßbo, 1541 Lütken Engersheim und Lütken Engersbu, 1687 Lütken Engersen und 1804 Klein Engersen.

### Eingemeindungen
Ursprünglich gehörte das Dorf zum Arendseeischen Kreis der Mark Brandenburg in der Altmark. Zwischen 1807 und 1813 lag es im Kanton Zichtau auf dem Territorium des napoleonischen Königreichs Westphalen. Nach weiteren Änderungen gehörte die Gemeinde ab 1816 zum Kreis Gardelegen, dem späteren Landkreis Gardelegen.
Am 20. Juli 1950 wurden die Gemeinden Klein Engersen und Groß Engersen zur Gemeinde Engersen im Landkreis Gardelegen zusammengeschlossen. Mit der Eingemeindung von Engersen nach Kalbe (Milde) am 1. Januar 2010 kam der Ortsteil Klein Engersen zur Stadt Kalbe (Milde) und zur neu gegründeten Ortschaft Engersen.

### Einwohnerentwicklung
| Jahr | Einwohner |
| ---- | --------- |
| 1734 | 142       |
| 1774 | 106       |
| 1789 | 096       |
| 1798 | 108       |
| 1801 | 103       |
| 1818 | 093       |
| 1840 | 172       |
| 1864 | 177       |

| Jahr | Einwohner |
| ---- | --------- |
| 1871 | 176       |
| 1885 | 182       |
| 1892 | [0]187    |
| 1895 | 189       |
| 1900 | [0]160    |
| 1905 | 164       |
| 1910 | [0]159    |
| 1925 | 172       |

| Jahr | Einwohner |
| ---- | --------- |
| 1939 | 137       |
| 1946 | 247       |
| 2015 | 061       |
| 2016 | 063       |
| 2017 | 059       |
| 2018 | 060       |
| 2020 | [0]057    |
| 2021 | [0]055    |

| Jahr | Einwohner |
| ---- | --------- |
| 2022 | [0]56     |
| 2023 | [0]54     |

Quelle, wenn nicht angegeben, bis 1946, 2015 bis 2018

## Religion
Die evangelische Kirchengemeinde Klein Engersen, die früher zur Pfarrei Groß Engersen gehörte, wird heute betreut vom Pfarrbereich Estedt im Kirchenkreis Salzwedel im Bischofssprengel Magdeburg der Evangelischen Kirche in Mitteldeutschland.

## Kultur und Sehenswürdigkeiten
- Die evangelische Dorfkirche Klein Engersen ist ein flach gedeckter spätromanischer Feldsteinbau, bestehend aus rechteckigem Schiff mit eingezogenen quadratischem Chor.[13] Die Bauernfahne aus dem Jahre 1675 gehört zu ältesten erhaltenen preußischen Fahnen. Sie konnte 2014 durch die Unterstützung vieler privater Spender, Sponsoren, Vereine und Stiftungen rekonstruiert werden.[14]
- Auf dem Kirchhof im Osten des Dorfes befindet sich der Ortsfriedhof.
- In Klein Engersen steht ein Denkmal für die Gefallenen und Vermissten des Ersten Weltkrieges.[15]